# Rubén Delgado Martín
Rubén Delgado Martín (Santa Cruz de Tenerife, 27 de agosto de 1976) es un deportista español que compitió en atletismo adaptado. Ganó una medalla de bronce en los Juegos Paralímpicos de Atlanta 1996 en la prueba de 800 m (clase T11).

## Palmarés internacional
| Juegos Paralímpicos | Juegos Paralímpicos      | Juegos Paralímpicos | Juegos Paralímpicos |
| Año                 | Lugar                    | Medalla             | Prueba              |
| ------------------- | ------------------------ | ------------------- | ------------------- |
| 1996                | Atlanta (Estados Unidos) | Medalla de bronce   | 800 m T11           |